# 대한민국 형사소송법 제227조
대한민국 형사소송법 제227조는 동전에 대한 형사소송법의 조문이다.

## 조문
제227조(동전) 사자의 명예를 훼손한 범죄에 대하여는 그 친족 또는 자손은 고소할 수 있다.

## 참고 문헌
- 손동권 신이철, 새로운 형사소송법(초판, 2013), 세창, 2013. ISBN 9788984114081